# Ільдас-Уча
Ільда́с-Уча́ (рос. Ильдас-Уча) — присілок в Можгинському районі Удмуртії, Росія.

## Населення
Населення — 1 особа (2010; 1 в 2002).
Національний склад станом на 2002 рік:
- удмурти — 100 %